# Kilka zwyczajna
Kilka zwyczajna, tiulka (Clupeonella cultriventris) – gatunek dwuśrodowiskowej, ławicowej ryby z rodziny śledziowatych (Clupeidae). Długość do 15 cm. Wzdłuż brzucha ostry kil z łusek. Ma duże znaczenie gospodarcze. Żywi się planktonem. Ikra pelagiczna.

## Występowanie
Morze Czarne, Morze Azowskie i Morze Kaspijskie. Gatunek wędrujący, wpływa do wód słodkich.

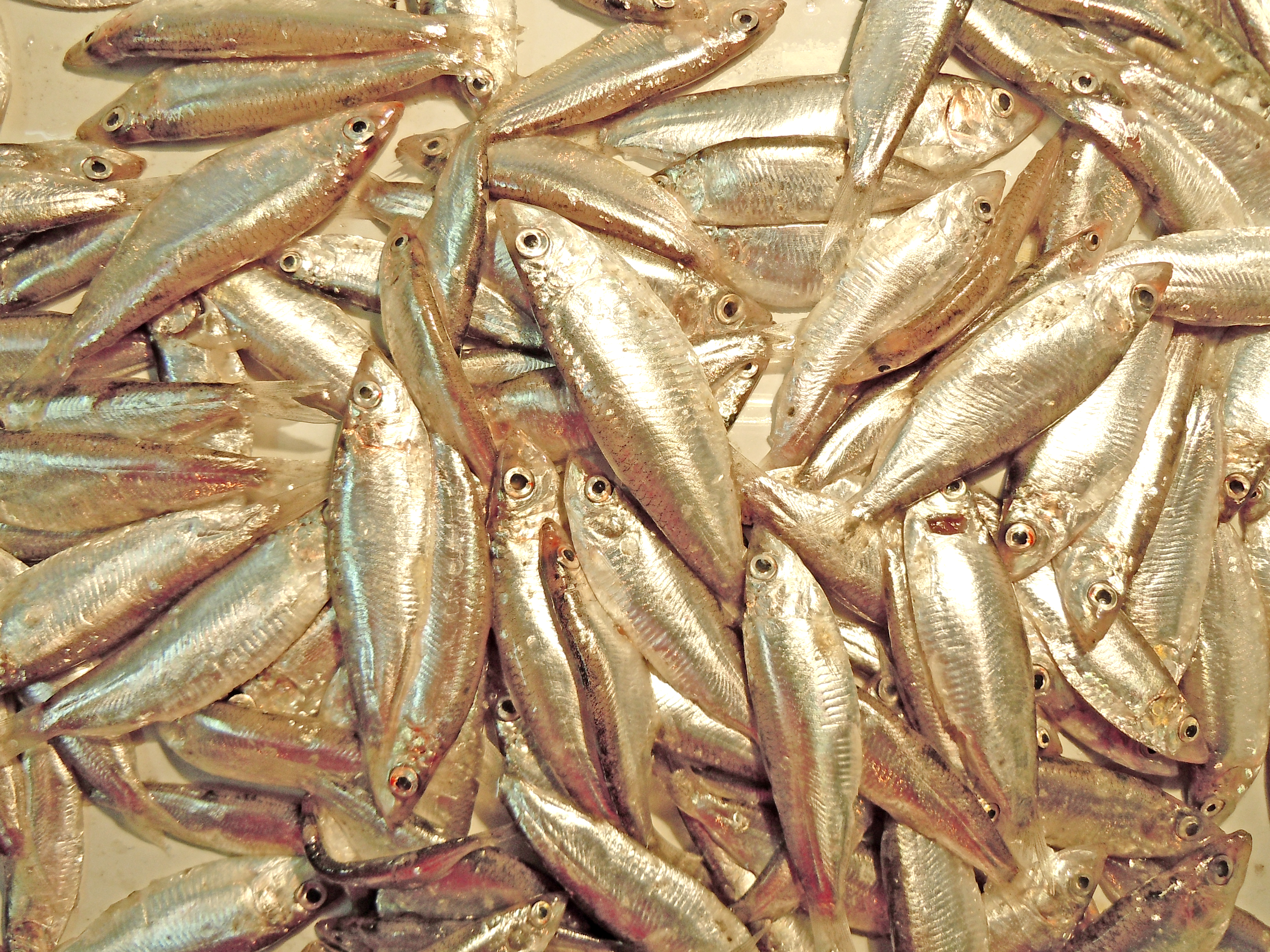
Tiulka z delty dunajskiej, Ukraina